# 베드란 루네
베드란 루네(크로아티아어: Vedran Runje, 1976년 2월 10일, 스플리트-달마티아 주 신 ~)는 크로아티아의 전직 축구 선수로, 현역 시절 골키퍼로 활약했다. 하이두크 스플리트 출신인 루네는 현역 시절 대부분을 벨기에의 스탕다르 리에주, 프랑스의 마르세유와 랑스, 그리고 튀르키예의 베식타시에서 보냈다. 그는 스탕다르 시절에 벨기에 리그 올해의 골키퍼 상을 3번 수상했다.
루네는 크로아티아 국가대표팀 경기에 22번 출전했고, 유로 2008에 자국을 대표로 출전했다.

## 클럽 경력
루네는 1996년에 하이두크 스플리트에서 현역 신고식을 치렀지만 1군 주전 골키퍼이자 크로아티아 국가대표팀 후보 골키퍼인 톤치 가브리치의 존재로 주전으로 올라서지 못했고, 심지어 그보다 어린 스티페 플레티코사가 더 중용되었다. 그는 결국 1998년에 하이두크 스플리트를 떠나 벨기에의 스탕다르 리에주에 입단했다.
루네는 2001년까지 스탕다르 리에주에서 활약하면서 1999년과 2001년에 벨기에 리그 올해의 골키퍼 상을 2번 받았다. 그는 이후 프랑스의 마르세유로 이적하여 2년 반동안 주전 골키퍼로 활약했다. 그는 마르세유의 2003년 챔피언스리그 진출에 일조했고, 2003-04 시즌 조별 리그 6경기 중 5경기에 출전했다. 그는 2003년 12월까지 주전 골키퍼로 활약했지만, 2004년 1월에 파비앵 바르테즈의 입단으로 시즌 말까지 리그 1과 유럽대항전 경기에 더 이상 출전하지 못했다.
루네는 2004년 여름에 스탕다르 리에주로 3년 계약을 맺으며 복귀했다. 그는 스탕다르에서의 2기에 벨기에 올해의 골키퍼로 2006년 선정되었다. 그 해 여름, 그는 튀르키예의 베식타시로 이적했다. 그는 2006-07 시즌 베식타시의 주전 골키퍼로 활약하며 32번의 쉬페르리그 경기에 출전했고, 같은 해 소속 구단의 UEFA컵 경기에 6번 모두 출전했다.
2007년 여름, 루네는 베식타시를 떠나 리그 1의 랑스와 계약하여 프랑스 무대에 복귀했다. 그는 2007-08 시즌에 리그 1 38경기에 모두 출전했지만, 소속 구단은 18위로 마감해 리그 2로 강등되는 것을 막지 못했다.

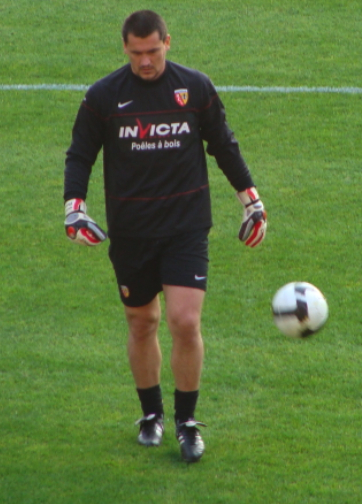
2009년, 랑스의 루네

소속 구단이 1부 리그에서 강등되어 구단을 떠날 것이라는 소문이 파다했지만, 루네는 랑스에 남아 소속 구단이 2부 리그에서 1년 만에 1부 리그로 복귀하는데 일조했다. 루네는 2008-09 시즌 리그 2에서 311번의 경기에 출전했는데, 랑스는 리그를 1위로 마쳤다. 그는 2009-10 시즌에 리그 1 무대에서도 주전 지위를 유지해 32번의 리그 경기에 출전했는데, 6경기는 막판에 당한 부상으로 결장한 것이었다. 루네는 2011년에 상호 계약 해지로 결별했다.

## 국가대표팀 경력
1993년부터 1996년까지, 루네는 크로아티아 U-19 국가대표팀과 U-21 국가대표팀 소속으로 8번의 국제 경기에 출전했다. 그는 2001년 1월에 루마니아를 상대로 크로아티아 국가대표팀 2군 경기에 1번 출전했다.
슬라벤 빌리치가 2006년 여름에 크로아티아 국가대표팀의 감독으로 취임한 후, 루네는 스티페 플레티코사의 후보 선수로 빌리치호에 승선했다. 그는 2006년 11월 15일에 4-3으로 이긴 이스라엘과의 유로 2008 예선전 경기에서 크로아티아 국가대표팀 경기에 첫 출전했는데, 결과는 4-3 승리였다. 그의 2번째 국가대표팀 경기는 2007년 9월에 6-0으로 이긴 안도라와의 유로 2008 예선전 경기였고, 뒤이어 보스니아 헤르체고비나와 슬로바키아와의 같은 해 2번의 친선경기에 더 출전했다.
루네는 오스트리아와 스위스에서 열린 유로 2008의 크로아티아 최종 23인 명단에 이름을 올렸고, 클라겐푸르트에서 벌어진 폴란드와의 조별 리그 최종전에 출전했다. 그는 크로아티아가 1-0으로 이긴 경기에서 무실점으로 틀어막았는데, 그는 오스트리아와 독일과의 앞서 조별 리그 2경기에서 모두 승리하며 8강전 진출을 확정한 가운데 다른 후보급 선수들과 출전했다. 그는 8월에 슬로베니아를 상대로 2008년에 1번의 국가대표팀 경기에 더 출전했는데, 그는 후반전에 플레티코사와 교체되어 출전했다.
2009년 6월, 루네는 플레티코사가 소속 구단인 스파르타크 모스크바에서 주전 지위를 잃으면서 크로아티아 국가대표팀 주전 골키퍼로 도약했다. 그의 첫 2010년 월드컵 예선전 경기는 2-2로 안방에서 비긴 우크라이나와의 경기였다.
2009년 9월 5일, 그는 1-0으로 이긴 벨라루스와의 월드컵 예선전 안방 경기에서 수 차례 선방을 선보여 1-0 승리를 견인했고, 다수는 그를 경기 최우수 선수로 평가했다. 그는 나흘 후에 벌어진 잉글랜드와의 다음 예선전 경기에서도 수차례 선방을 보였지만, 1-5 대패를 막기에는 역부족이었다. 그는 잉글랜드에게 5번째 골을 실점하는 원흉이기도 했는데, 뒤로 넘겨받은 공을 걷어내지 못하고 웨인 루니에게 눈앞에서 무방비 상태로 실점했기 때문이었다. 루네는 2010년 월드컵 예선전 경기에 5번 출전했는데, 크로아티아는 예선 조를 3위로 마치면서 대회 본선 진출이 좌절되었다. 루네의 마지막 크로아티아 국가대표팀 경기는 2011년 6월에 열린 조지아와의 경기로, 크로아티아는 이 유로 2012 예선전 경기에서 2-1로 이겼다.

## 사생활
루네는 첫사랑 티하나를 배우자로 맞이해 슬하에 아들 로코를 두었다. 루네의 동생 즐라트코도 프로 골키퍼였고, 은퇴 직전에 흐르바체에서 활약했다.

## 수상

### 선수
베식타시
- 튀르키예 쿠파스: 2006–07[15]
- 쉬페르 쿠파: 2006[16]

랑스
- 리그 2: 2008–09
- 인터토토컵: 2007[17]

개인
- 벨기에 리그 올해의 골키퍼 상: 1998–99, 2000–01, 2005–06[18]
- 마르세유 올해의 선수: 2001–02[19]
- 리그 2 올해의 골키퍼: 2008–09[20]
- 리그 2 올해의 선수단: 2008–09[20]

### 골키퍼 코치
로열 앤트워프
- 벨기에 컵: 2019–20

포르투
- 프리메이라리가: 2021–22
- 타사 드 포르투갈: 2021–22, 2022–23
- 타사 다 리가: 2022–23
- 수페르타사 칸디두 드 올리베이라: 2022